# Kambyses I
Kambyses I var cirka 600 - 559 f.Kr kung över ett litet persiskt rike i nuvarande sydvästra Iran. Han tillhörde den akemenidiska kungaätten och var son till Kyros I. Persernas rike lydde vid denna tid under Medien. Enligt sägnen drömde den mediske storkungen Astyages att hans dotter Mandane skulle föda en son som skulle hota det mediska riket. För att förhindra detta giftes Mandane bort med den obetydlige fursten Kambyses. När sonen Kyros föddes begärde hans morfar enligt samma sägen att pojken skulle dödas, men han räddades mirakulöst och blev under namnet  Kyros II den förste storkonungen i den persiska imperiet.